# Bageshwar
Bageshwar è una suddivisione dell'India, classificata come municipal board, di 7.803 abitanti, capoluogo del distretto di Bageshwar, nello stato federato dell'Uttarakhand. In base al numero di abitanti la città rientra nella classe V (da 5.000 a 9.999 persone).

## Geografia fisica
La città è situata a 29° 51' 0 N e 79° 46' 0 E e ha un'altitudine di 1.003 m s.l.m..

## Società

### Evoluzione demografica
Al censimento del 2001 la popolazione di Bageshwar assommava a 7.803 persone, delle quali 4.306 maschi e 3.497 femmine. I bambini di età inferiore o uguale ai sei anni assommavano a 1.053, dei quali 563 maschi e 490 femmine. Infine, coloro che erano in grado di saper almeno leggere e scrivere erano 5.863, dei quali 3.398 maschi e 2.465 femmine.